# 18a etapa del Tour de França de 2014
La 18a etapa del Tour de França de 2014 es disputà el dijous 24 de juliol de 2014 sobre un recorregut de 145,5 km entre la localitat francesa de Pau i l'estació d'esquí d'Hautacam.
L'etapa fou guanyada per l'italià Vincenzo Nibali (Astana Qazaqstan Team), líder de la classificació general, amb poc més d'un minut sobre el segon classificat, el francès Thibaut Pinot (FDJ) i el polonès Rafał Majka (Team Tinkoff-Saxo). Amb aquestes posicions els tres ciclistes consolidaren les tres classificacions que lideraven, la general, els joves i la muntanya respectivament. Per la seva banda Alejandro Valverde (Movistar Team) perdé la segona posició de la general i passà a ocupar la quarta posició.

## Recorregut
Darrera etapa d'alta muntanya de la present edició del Tour, amb una etapa curta però molt dura. Els primers 70 quilòmetres són més aviat planers, amb el pas per dues petites cotes de tercera categoria, mentre la segona part consta de les dures i llargues ascensions de categoria especial al Tourmalet (17,1 km al 7,3%) i Hautacam (13,6 km al 7,8%), on hi ha l'arribada.

## Desenvolupament de l'etapa
Només començar l'etapa Daniel Oss (BMC Racing Team) i Bartosz Huzarski (NetApp-Endura) van decidir atacar, i al quilòmetre 13 se'ls uniren 18 ciclistes més per formar una escapada de 20 corredors, entre els quals també hi havia Sylvain Chavanel (IAM Cycling), Mikel Nieve (Team Sky) i Blel Kadri (AG2R La Mondiale). La màxima diferència del grup fou de 4' 12" al quilòmetre 35 de cursa. L'ascensió al Tourmalet començà amb 3' 50" sobre el gran grup, liderat per l'Astana Qazaqstan Team. Chavanel va llançar un atac a manca de 10 quilòmetres per coronar el coll, però fou respost poc després per Nieve i Kadri que marxaren en solitari cap al cim i el coronaren amb 1' 50" sobre els immediats perseguidors. En el descens del Tourmalet, Alejandro Valverde (Movistar Team) va llançar un atac, però 15 quilòmetres més tard fou reintegrat al gran grup. En l'ascensió final, Nieve va deixar enrere Kadri a manca de 12 quilòmetres, però Nibali també atacà quan quedaven 11 quilòmetres i superà a Nieve a manca de 8 quilòmetres, per marxar en solitari cap a la seva quarta victòria d'etapa de la present edició del Tour. Per darrere, Valverde perdia contacte amb els seus principals rivals pel podi i perdé 49" sobre Thibaut Pinot i 44" sobre Jean-Christophe Péraud, els quals passaven a ocupar la segona i tercera posició a la general.

## Resultats

### Classificació de l'etapa
|    | Ciclista                     | Equip                   | Temps      |
| -- | ---------------------------- | ----------------------- | ---------- |
| 1  | Vincenzo Nibali (ITA)        | Astana Qazaqstan Team   | 4h 04' 17" |
| 2  | Thibaut Pinot (FRA)          | FDJ                     | + 1' 10"   |
| 3  | Rafał Majka (POL)            | Team Tinkoff-Saxo       | + 1' 12"   |
| 4  | Jean-Christophe Péraud (FRA) | AG2R La Mondiale        | + 1' 15"   |
| 5  | Tejay van Garderen (USA)     | BMC Racing Team         | + 1' 15"   |
| 6  | Romain Bardet (FRA)          | AG2R La Mondiale        | + 1' 53"   |
| 7  | Bauke Mollema (NED)          | Belkin Pro Cycling Team | + 1' 57"   |
| 8  | Leopold König (CZE)          | NetApp-Endura           | + 1' 57"   |
| 9  | Haimar Zubeldia (ESP)        | Trek Factory Racing     | + 1' 59"   |
| 10 | Alejandro Valverde (ESP)     | Movistar Team           | + 1' 59"   |

### Punts atribuïts
| 1r  | Bryan Coquard (FRA)        | Team Europcar                | 20 pts |
| 2n  | Matthieu Ladagnous (FRA)   | FDJ                          | 17 pts |
| 3r  | Lars Boom (NED)            | Belkin Pro Cycling Team      | 15 pts |
| 4t  | Julien Simon (FRA)         | Cofidis                      | 13 pts |
| 5è  | Bartosz Huzarski (POL)     | NetApp-Endura                | 11 pts |
| 6è  | Mikel Nieve (ESP)          | Team Sky                     | 10 pts |
| 7è  | Marcel Wyss (SUI)          | IAM Cycling                  | 9 pts  |
| 8è  | Daniel Oss (ITA)           | BMC Racing Team              | 8 pts  |
| 9è  | Marco Marcato (ITA)        | Cannondale                   | 7 pts  |
| 10è | Iuri Trofímov (RUS)        | Team Katusha                 | 6 pts  |
| 11è | Thomas Voeckler (FRA)      | Team Europcar                | 5 pts  |
| 12è | Florian Guillou (FRA)      | Bretagne-Séché Environnement | 4 pts  |
| 13è | Kévin Réza (FRA)           | Team Europcar                | 3 pts  |
| 14è | Alessandro De Marchi (ITA) | Cannondale                   | 2 pts  |
| 15è | Sylvain Chavanel (FRA)     | IAM Cycling                  | 1 pt   |

| 1r  | Vincenzo Nibali (ITA)        | Astana Qazaqstan Team   | 20 pts |
| 2n  | Thibaut Pinot (FRA)          | FDJ                     | 17 pts |
| 3r  | Rafał Majka (POL)            | Team Tinkoff-Saxo       | 15 pts |
| 4t  | Jean-Christophe Péraud (FRA) | AG2R La Mondiale        | 13 pts |
| 5è  | Tejay van Garderen (USA)     | BMC Racing Team         | 11 pts |
| 6è  | Romain Bardet (FRA)          | AG2R La Mondiale        | 10 pts |
| 7è  | Bauke Mollema (NED)          | Belkin Pro Cycling Team | 9 pts  |
| 8è  | Leopold König (CZE)          | NetApp-Endura           | 8 pts  |
| 9è  | Haimar Zubeldia (ESP)        | Trek Factory Racing     | 7 pts  |
| 10è | Alejandro Valverde (ESP)     | Movistar Team           | 6 pts  |
| 11è | Laurens ten Dam (NED)        | Belkin Pro Cycling Team | 5 pts  |
| 12è | Fränk Schleck (LUX)          | Trek Factory Racing     | 4 pts  |
| 13è | Steven Kruijswijk (NED)      | Belkin Pro Cycling Team | 3 pts  |
| 14è | Tanel Kangert (EST)          | Astana Qazaqstan Team   | 2 pts  |
| 15è | Arnold Jeannesson (FRA)      | FDJ                     | 1 pt   |

### Colls i cotes
| 1r | Bartosz Huzarski (POL) | NetApp-Endura | 2 pts |
| 2n | Kévin Réza (FRA)       | Team Europcar | 1 pt  |

| 1r | Lars Boom (NED)        | Belkin Pro Cycling Team | 2 pts |
| 2n | Bartosz Huzarski (POL) | NetApp-Endura           | 1 pt  |

| 1r  | Blel Kadri (FRA)           | Team Europcar           | 25 pts |
| 2n  | Mikel Nieve (ESP)          | Team Sky                | 20 pts |
| 3r  | Iuri Trofímov (RUS)        | Team Katusha            | 16 pts |
| 4t  | Bartosz Huzarski (POL)     | NetApp-Endura           | 14 pts |
| 5è  | Alessandro De Marchi (ITA) | Cannondale              | 12 pts |
| 6è  | Julien Simon (FRA)         | Cofidis                 | 10 pts |
| 7è  | Daniel Oss (ITA)           | BMC Racing Team         | 8 pts  |
| 8è  | Jan Bakelants (BEL)        | Omega Pharma-Quick Step | 6 pts  |
| 9è  | Ion Izagirre (ESP)         | Movistar Team           | 4 pts  |
| 10è | Jesús Herrada (ESP)        | Movistar Team           | 2 pts  |

| 1r  | Vincenzo Nibali (ITA)        | Astana Qazaqstan Team   | 50 pts |
| 2n  | Thibaut Pinot (FRA)          | FDJ                     | 40 pts |
| 3r  | Rafał Majka (POL)            | Team Tinkoff-Saxo       | 32 pts |
| 4t  | Jean-Christophe Péraud (FRA) | AG2R La Mondiale        | 28 pts |
| 5è  | Tejay van Garderen (USA)     | BMC Racing Team         | 24 pts |
| 6è  | Romain Bardet (FRA)          | AG2R La Mondiale        | 20 pts |
| 7è  | Bauke Mollema (NED)          | Belkin Pro Cycling Team | 16 pts |
| 8è  | Leopold König (CZE)          | NetApp-Endura           | 12 pts |
| 9è  | Haimar Zubeldia (ESP)        | Trek Factory Racing     | 8 pts  |
| 10è | Alejandro Valverde (ESP)     | Movistar Team           | 4 pts  |

## Classificacions a la fi de l'etapa

### Classificació general
|    | Ciclista                     | Equip                   | Temps       |
| -- | ---------------------------- | ----------------------- | ----------- |
| 1  | Vincenzo Nibali (ITA)        | Astana Qazaqstan Team   | 80h 45' 45" |
| 2  | Thibaut Pinot (FRA)          | FDJ                     | + 7' 10"    |
| 3  | Jean-Christophe Péraud (FRA) | AG2R La Mondiale        | + 7' 23"    |
| 4  | Alejandro Valverde (ESP)     | Movistar Team           | + 7' 25"    |
| 5  | Romain Bardet (FRA)          | AG2R La Mondiale        | + 9' 27"    |
| 6  | Tejay van Garderen (USA)     | BMC Racing Team         | + 11' 34"   |
| 7  | Bauke Mollema (NED)          | Belkin Pro Cycling Team | + 13' 56"   |
| 8  | Laurens ten Dam (NED)        | Belkin Pro Cycling Team | + 14' 15"   |
| 9  | Leopold König (CZE)          | NetApp-Endura           | + 14' 37"   |
| 10 | Haimar Zubeldia (ESP)        | Trek Factory Racing     | + 16' 25"   |

### Classificació per punts
|    | Ciclista                 | Equip         | Punts   |
| -- | ------------------------ | ------------- | ------- |
| 1r | Peter Sagan (SVK)        | Cannondale    | 408 pts |
| 2n | Bryan Coquard (FRA)      | Team Europcar | 253 pts |
| 3r | Alexander Kristoff (NOR) | Team Katusha  | 217 pts |

### Classificació de la muntanya
|    | Ciclista                | Equip                 | Punts   |
| -- | ----------------------- | --------------------- | ------- |
| 1r | Rafał Majka (POL)       | Team Tinkoff-Saxo     | 181 pts |
| 2n | Vincenzo Nibali (ITA)   | Astana Qazaqstan Team | 168 pts |
| 3r | Joaquim Rodríguez (CAT) | Team Katusha          | 112 pts |

### Classificació del millor jove
|    | Ciclista                 | Equip                   | Temps        |
| -- | ------------------------ | ----------------------- | ------------ |
| 1r | Thibaut Pinot (FRA)      | FDJ                     | 80h 52' 55"  |
| 2n | Romain Bardet (FRA)      | AG2R La Mondiale        | + 2' 17"     |
| 3r | Michał Kwiatkowski (POL) | Omega Pharma-Quick Step | + 1h 01' 45" |

### Classificació per equips
|    | Equip                   | Temps        |
| -- | ----------------------- | ------------ |
| 1r | AG2R La Mondiale        | 242h 40' 57" |
| 2n | Belkin Pro Cycling Team | + 28' 33"    |
| 3r | Movistar Team           | + 1h 05' 47" |

## Abandonaments
- Heinrich Haussler (AUS) (IAM Cycling). Abandona.
- José Joaquín Rojas (ESP) (Movistar Team). Expulsat.[5]